# Expedition 26

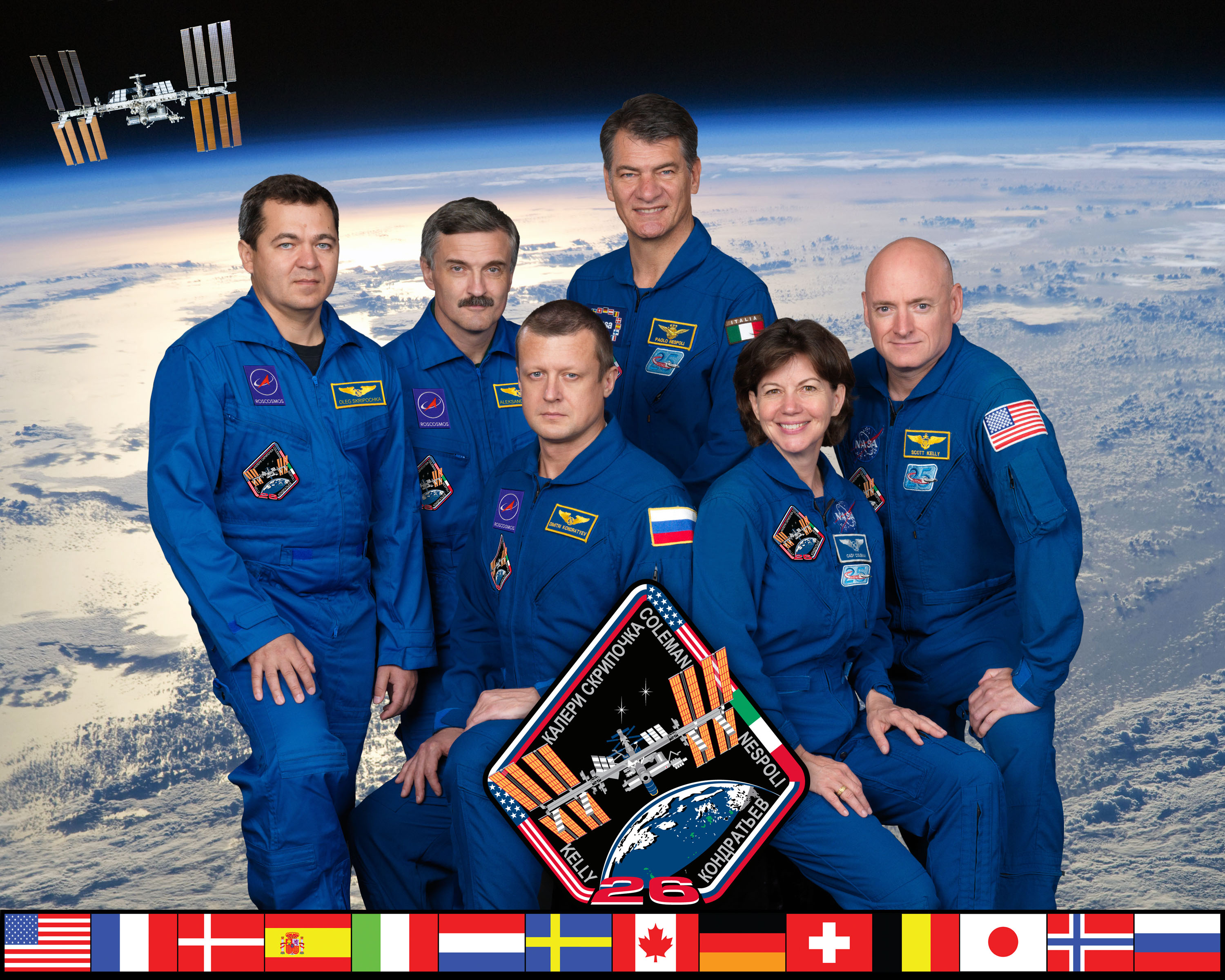
Expedition 26 besättning.

Expedition 26 var den 26:e expeditionen till Internationella rymdstationen (ISS). Expeditionen började den 26 november 2010 då delar av Expedition 25s besättning återvände till jorden med Sojuz TMA-19.
Dmitri Kondratyev, Catherine G. Coleman och Paolo A. Nespoli anlände till stationen med Sojuz TMA-20 den 17 december 2010.
Expeditionen avslutades den 16 mars 2011 då Scott J. Kelly, Aleksandr Kaleri och Oleg Skripotjka återvände till jorden med Sojuz TMA-01M.

## Besättning
| Position       | Första delen (26 november - 17 december 2010) | Andra delen (17 december 2010 - 16 mars 2011)     |
| -------------- | --------------------------------------------- | ------------------------------------------------- |
| Befälhavare    | Scott J. Kelly, NASA Hans tredje rymdfärd     | Scott J. Kelly, NASA Hans tredje rymdfärd         |
| Flygingenjör 1 | Aleksandr Kaleri, RSA Hans femte rymdfärd     | Aleksandr Kaleri, RSA Hans femte rymdfärd         |
| Flygingenjör 2 | Oleg Skripotjka, RSA Hans första rymdfärd     | Oleg Skripotjka, RSA Hans första rymdfärd         |
| Flygingenjör 3 |                                               | Dmitrij Kondratjev, RSA Hans första rymdfärd      |
| Flygingenjör 4 |                                               | Catherine G. Coleman, NASA Hennes tredje rymdfärd |
| Flygingenjör 5 |                                               | Paolo A. Nespoli, RSA Hans andra rymdfärd         |